# Suez Environnement
Suez Environnement S.A. (Euronext SEV) és una empresa multinacional amb seu a França que opera als sectors de tractament d'aigües i gestió de residus. Antigament era una divisió de l'empresa Suez, de la qual es va escindir el 22 de juliol del 2008, quan aquesta es fusionà al seu torn amb Gaz de France per crear l'actual GDF Suez.
GDF Suez encara és el principal accionista de la companyia, amb un 35% de les accions. Els títols de Suez Environnement cotitzen a Euronext a les borses de París i Brussel·les.
Suez Environnement té el 75,35% de les accions d'Aigües de Barcelona.